# Mohammed Abbas (squash)
Pour les articles homonymes, voir Abbas.
Mohammed Abbas, né le 24 septembre 1980 à Gizeh, est un joueur professionnel de squash représentant l'Égypte. Il atteint en avril 2007 la 13e place mondiale sur le circuit international, son meilleur classement.

## Palmarès

### Titres
- Open de Kuala Lumpur : 2007

### Finales
- Open de Dayton : 2004
- Championnats du monde par équipes : 2001